# دودمان کاپتی آنژو

دودمان کاپتی آنژو یا دودمان آنژو-سیسیل یا آنژو-ناپل نام خاندانی پادشاهی و در اصل مشتق‌شده از کاپتی‌ها بود. بنیانگذار این دوده شارل یکم فرزند لوئی هشتم بود و در سدهٔ سیزدهم میلادی به عنوان نخستین پادشاه این دوده بر پادشاهی سیسیل فرمان‌می‌راند. این خاندان در سده‌های میانه بر تاریخ اروپای جنوبی و مرکزی اثرگذار بودند. کسانی از این خاندان در دوره‌های متفاوتی بر سیسیل، ناپل، بخش‌هایی از یونان، مجارستان، لهستان و کرواسی فرمان‌راندند.

## منبع
Wikipedia contributors, "Capetian House of Anjou," Wikipedia, The Free Encyclopedia, http://en.wikipedia.org/w/index.php?title=Capetian_House_of_Anjou&oldid=553991740 (accessed May 9, 2013). 